# Anastasio Somoza García
Anastasio "Tacho" Somoza García (San Marcos, 1 de Fevereiro de 1896 – León, 29 de Setembro de 1956) foi um militar e político da Nicarágua, 34° e 39° Presidente da Nicarágua, mas efetivamente comandou o país como ditador de 1936 até ser assassinado em 1956. Somoza ocupou a presidência da Nicarágua com o apoio dos EUA, consolidando cada vez mais o seu poder através de perseguição política e repressão, chegando a ficar à frente da Nicarágua durante quase duas décadas. Ao mesmo tempo, ele foi capaz de acumular uma enorme fortuna que o transformou em um dos homens mais ricos da América Latina, bem como a sua família.

## Biografia
Somoza nasceu em Manágua, Nicarágua, filho de um rico cafeicultor, e quando de sua adolescência, se mudou para a Filadélfia para morar com seus parentes e estudar na Pierce School of Business Administration. Durante os anos que lá viveu, conheceu sua futura esposa, Salvadora Debayle Sacasa, filha de uma das mais poderosas famílias da Nicarágua. Após retornar ao país, não teve sucesso como homem de negócios.

### Início da carreira política
No ano de 1926, Somoza aderiu à rebelião Liberal, apoiando Juan Bautista Sacasa, tio de sua esposa. Apesar de não ter nenhuma distinção em batalha, por ter liderado um ataque mal-sucedido contra a guarnição de San Marcos, sua pronúncia de Inglês sem sotaques, permitiram-no atuar como intérprete durante as negociações entre as partes da guerra, as quais foram mediadas pelos EUA.
No governo do presidente José María Moncada, com o qual ele tinha uma distante relação, Somoza foi governador do departamento de León, Cônsul da Nicarágua na Costa Rica e Ministro do Exterior. Mesmo tendo limitada experiência militar, foi hábil o bastante para subir pelos postos da hierarquia da Guarda Nacional Nicaraguense, a força militar organizada pelos Marines estadunidenses.

### Somoza e Sandino
Após empreender uma amarga batalha de seis anos contra as forças do General Sandino, em Janeiro de 1933 os Marines deixaram o país, após a eleição e posse do presidente Juan Bautista Sacasa. Com a insistência do Embaixador estadunidense Matthew E. Hanna, Somoza foi designado como comandante da Guarda Nacional.
Durante os diálogos para o acordo de paz, Somoza ordenou o assassinato do General Sandino em 21 de Fevereiro de 1934 violando o salvo-conduto deste. Seguido a esse assassinato, a Guarda Nacional executou todos os seus seguidores. Em Junho de 1936, Somoza forçou Sacasa a renunciar.

### Governante da Nicarágua

#### Somoza no controle do Governo
Uma série de marionetes governou no restante do ano, e, em Dezembro, Somoza foi eleito presidente por uma margem de 107 201 votos a 100, tomando posse no Ano-Novo de 1937. Somoza, conhecido popularmente como "Tacho" reformou a Constituição para centralizar o poder em suas mãos, também concedendo os principais cargos militares e do governo para seus familiares e principais aliados.
Enquanto os partidos de oposição continuavam a existir no papel, na prática o sistema foi totalmente alterado para favorecer o Partido Nacionalista Liberal, de Somoza. Durante as décadas de 1930 e 1940, ele adquiriu imensa riqueza pessoal, primeiramente através de investimentos em exportação agrícola, particularmente de café, algodão e gado. Após o massacre dos seguidores de Sandino, ele adquiriu a maior parte das terras que haviam sido garantidas a eles por Sacasa.

#### Nicarágua e a Segunda Guerra Mundial
Durante a Segunda Guerra Mundial, o governo confiscou as propriedades da pequena, mas economicamente influente, comunidade Alemã, vendendo-as a preços ridiculamente baixos a Somoza e sua família. Em 1944, Somoza já era o maior proprietário de terras da Nicarágua, dono de cinquenta e uma criações de gado, quarenta e seis plantações de café e várias usinas de açúcar e destilarias de rum. Somoza nomeou a si próprio como diretor da Pacific Railroad, que liga Manágua ao principal porto do país, Corinto, que transportava suas mercadorias e colheitas gratuitamente e ainda mantinha seus veículos e equipamentos agrícolas.
Ele também obteve lucros substanciais ao garantir concessões a companhias estrangeiras (primariamente dos EUA)para explorar ouro, madeira e borracha, recebendo por isto 'privilégios executivos' e 'comissões presidenciais'. Ele aprovou leis que restringiam as importações e operações de contrabando organizado, que vendiam mercadorias através de suas próprias lojas. Ele ainda arrecadava propinas de jogos, prostituição e destilação ilegais de álcool. No fim da década, ele acumulava uma fortuna estimada em US$ 40 milhões.
Apesar da Nicarágua estar dentro do Lend-Lease na Segunda Guerra Mundial, o desejo de não participar de fato em batalhas significa que o país recebeu apenas equipamento obsoleto (a maior parte comprada da Rússia, Espanha e Portugal, ou era equipamento alemão capturado) e nenhum treinamento Ocidental.

#### Derrubada de Argüello
Em 1944, sob pressão dos EUA, Somoza aceitou não concorrer à reeleição e a nomeação de um idoso médico, chamado Leonardo Argüello, pelo Partido Nacionalista Liberal, com Somoza usando a Guarda Nacional para garantir a sua eleição. Após ser conduzido à presidência, em Maio de 1947, Argüello se mostrou consideravelmente independente, tentando reduzir o poder da Guarda Nacional e o controle de Somoza e seus aliados sobre a economia do país. Menos de um mês depois, Somoza orquestrou outro golpe, nomeando um dos tios de sua esposa, Benjamín Lacayo, como Presidente.

#### Segunda Presidência
Quando a administração do presidente estadunidense, Harry Truman, recusou-se a reconhecer seu novo governo, uma Assembléia Constituinte foi convocada, para nomear o tio de Somoza, Víctor Reyes, como presidente. Em outra eleição duramente controlada, Somoza tornou-se presidente novamente em 1950. Na década de 1950, ele reorganizou e dinamizou seu império econômico, fundando uma companhia de marinha mercante, várias indústrias têxteis, uma companhia aérea nacional (LANICA, Lineas Aereas de Nicaragua) e um novo porto de cargas na costa do Pacífico, próximo à Manágua, que batizou de Puerto Somoza (após a tomada de poder pelos Sandinistas ele foi renomeado como Puerto Sandino). Somoza também adquiriu propriedades nos EUA e no Canadá.

### Disputa Territorial entre Nicarágua e Costa Rica
Durante estes anos, ele voltou sua atenção para os seus vizinhos do sul, e seu inimigo de longa data, a Costa Rica. Quando uma tentativa de matar Somoza teve comprovação de participação do presidente costarriquenho, Somoza usou o fato como pretexto para invadir a Costa Rica. Entretanto, a resistência costarriquenha provou ser mais forte que o esperado, somando-se a isso o desembarque de tropas Aliadas, levaram a uma série de batalhas onde a Guarda sofreu imensas perdas em vidas (cerca de um terço em mortes) e de equipamentos que passaram às forças defensoras.
Com a defasada Guarda Nacional retornada à Nicarágua e encontrando os exércitos aliados em posições avançadas, Somoza viu-se obrigado a se render.

### Assassinato e legado
Em 1955, a constituição foi modificada para permitir que ele pudesse concorrer a um novo mandato. Pouco depois de ser nomeado, foi atingido por um tiro no peito, em 21 de Setembro de 1956, disparado pelo poeta Rigoberto López Pérez na cidade de León, e morreu dias após ser removido para um hospital na Zona do canal do Panamá. Seu filho mais velho, Luis Somoza, o sucedeu.
Os filhos de Somoza, Luis Somoza e Anastasio Somoza Debayle, comandaram o país direta ou indiretamente, através de testas de ferro pelos vinte e três anos seguintes. Apesar da corrupção generalizada e da repressão dos dissidentes, eles foram capazes de manter-se no poder porque os EUA os viam como força anti-comunista e fonte de estabilidade.

#### "Onossofilho da puta"
Os Somozas são geralmente considerados como ditadores cruéis. Os Estados Unidos continuaram a apoiá-los como um baluarte não-comunista na Nicarágua. O presidente Franklin D. Roosevelt, supostamente comentou em 1939 que "Somoza pode ser um filho da puta, mas é o nosso filho da puta". De acordo com o historiador David Schmitz, no entanto, os pesquisadores e arquivistas que têm procurado arquivos na Biblioteca Presidencial de Franklin D. Roosevelt não encontraram nenhuma evidência de que Roosevelt fez esta declaração. A declaração apareceu pela primeira vez em 15 de novembro de 1948 na revista Time e mais tarde foi mencionada em 17 de março de 1960 em um programa de rádio na CBS Reports chamado "Trujillo: Portrait of a Dictator". Nesta transmissão, no entanto, foi afirmado que Roosevelt fez a declaração em referência ao ditador Rafael Trujillo da República Dominicana. Deve-se ainda notar que esta declaração tem sido atribuída a uma série de governos dos Estados Unidos em relação a ditadores estrangeiros. Assim, a declaração permanece apócrifa, neste ponto, embora Roosevelt e futuros presidentes certamente apoiaram a família Somoza e seu domínio sobre a Nicarágua. Andrew Crawley afirma que a declaração de Roosevelt é um mito criado pelo próprio Somoza.